# 沙波瓦利夫卡 (切爾尼戈夫州)
51°16′17″N 32°34′7″E / 51.27139°N 32.56861°E
沙波瓦利夫卡（烏克蘭語：Шаповалівка）是位於烏克蘭北部切爾尼希夫州裏尼任區的村莊，面積5平方公里，海拔高度132米，2006年人口1,494，人口密度每平方公里298.8人。